# Animal Practice
Animal Practice (2012) – amerykański serial komediowy wyprodukowany przez Universal Television i American Work.
Światowa premiera serialu miała miejsce 12 sierpnia 2012 roku na antenie NBC zaraz po zakończeniu transmisji letnich igrzysk olimpijskich z Londynu.

## Opis fabuły
Serial opisuje perypetie George'a Colemana (Justin Kirk), weterynarza, który kocha zwierzęta, ale nienawidzi ich właścicieli, a zwłaszcza swojej szefowej.

## Obsada
- Justin Kirk jako doktor George Coleman
- Joanna García-Swisher jako Dorothy Crane
- Bobby Lee jako doktor Kim Yamamoto
- Tyler Labine jako doktor Doug Jackson
- Kym Whitley jako Juanita
- Betsy Sodaro jako Angela[1]
- Crystal the Monkey jako doktor Rizzo

## Spis odcinków
| Światowa premiera | N/o | Angielski tytuł                   |
| ----------------- | --- | --------------------------------- |
|                   |     |                                   |
| SERIA PIERWSZA    |     |                                   |
|                   |     |                                   |
| 12.08.2012        | 01  | Pilot                             |
|                   |     |                                   |
| 26.09.2012        | 02  | Little Miss Can't Be Wrong        |
|                   |     |                                   |
| 03.10.2012        | 03  | Clean-Smelling Pirate             |
|                   |     |                                   |
| 10.10.2012        | 04  | Dr. Yamamazing                    |
|                   |     |                                   |
| 17.10.2012        | 05  | Who's Afraid of Virginia Coleman? |
|                   |     |                                   |
| 24.10.2012        | 06  | The Two George Colemans           |
|                   |     |                                   |
| 31.10.2012        | 07  | Wingmen                           |
|                   |     |                                   |
| 07.11.2012        | 08  | Ralphie                           |
|                   |     |                                   |